# Holly Bradshaw
Holly Bethan Bradshaw, född Bleasdale 2 november 1991 i Preston i Lancashire, är en brittisk friidrottare som tävlar i stavhopp.